# Vaso dell'Amazzonomachia
Il vaso dell'Amazzonomachia è un cratere a figure rosse attribuito al Pittore di Dario, proveniente dall'omonima tomba a Ruvo di Puglia e custodito al Museo archeologico nazionale di Napoli.

## Storia
Realizzato intorno al 330 a.C. in una delle numerose botteghe nei pressi di Taranto specializzate nella produzione di ceramica apula già con un difetto di fabbrica, il vaso fu probabilmente dipinto dal cosiddetto Pittore di Dario: data la sua fattura apparteneva a una persona di spicco nell'aristocrazia locale.
Venne ritrovato in frammenti nell'aprile del 1834, in una tomba già precedentemente violata nei pressi di quello che sarebbe diventato corso Carafa, vicino alle mura cittadine di Ruvo di Puglia, insieme a tre anfore e un dinos. Fu immediatamente restaurato: sconosciuto è il nome del restauratore, il quale provvide sia a riassemblarlo che riprodurre, come tipico dell'epoca, parti delle pitture mancanti; nel 1835, insieme ad altri dieci vasi provenienti da Ruvo di Puglia e uno da Nola, viene acquistato dal Real Museo Borbonico di Napoli, venduto dai collezionisti Antonio Pizzati e Carlo Lamberti.
È probabile che nel periodo che intercorre tra il 1908 e il 1931 il vaso abbia subito dei restauri: in una descrizione fatta da August Emil Braun nel 1836 manca qualsiasi riferimento all'uso di grappe, utilizzate per tenere insieme i vari pezzi, perché o completamente mancanti o nascoste sotto uno strato di gesso. Tali assenze vengono confermate nelle descrizioni effettuate nel 1872 e 1908 mentre in una foto del 1931 sono visibili gli alloggiamenti per grappe rivestite in gesso: si è poi appurato che sono state utilizzate sia grappe in piombo che fili in metallo.
Segni di cedimenti del vaso si evincevano in foto risalenti al 1975: a seguito del terremoto del 1980, anno in cui altre foto confermavano il suo stato precario, il vaso venne trasferito nei depositi del museo; poco tempo dopo si sgretolò in circa 400 pezzi che rese necessario un restauro, avvenuto nel 1992. Nel 2004, di ritorno da una mostra a Roma, forse per il suo eccessivo peso o per un cattivo imballaggio, subì lesioni e distacchi di pitture: nel 2012 fu avviato un nuovo restauro, completato nel 2013. Il cratere venne quindi esposto in una sala del Museo archeologico nazionale di Napoli nella sezione Magna Grecia.

## Descrizione
Il cratere, realizzato in ceramica, al tornio, è dipinto a figure rosse. Sul collo del vaso sono raffigurate due quadrighe in corsa: sul lato A la scena di Eos che rapisce Titone coi fratelli Elio su carro e Selene a cavallo e due eroti in volo mentre sul lato B il rapimento di Ippodamia da parte di Pelope inseguito da Enomao su un carro guidato dall'auriga Mirtilo a cui si contrappone una Furia.
Sul lato A della parte centrale del vaso è la scena della battaglia tra Alessandro Magno e Dario III di Persia: nel registro alto sono raffiguranti una serie di dei come Poseidone, Pan, Afrodite e Ermes, Era e Nike, Zeus con Artemide e Apollo e Atena su una quadriga. Nel registro sottostante si intravedono i quattro cavalli del carro guidato da Dario e parte dell'auriga: seguono due guerrieri persiani e Alessandro, barbuto e con corazza, nell'atto di colpire con una lancia il persiano dinanzi a lui; particolare è la figura di Alessandro che si discosta da quella tipica giovane e senza barba come raffigurato nel mosaico della battaglia di Isso della casa del Fauno a Pompei. Nel registro inferiore è il combattimento tra i greci con elmi e mantelli e i persiani in abiti orientali: questa scena fu interpretata originariamente come un'amazzonomachia, da cui il vaso prende il nome.
Sul lato B è il mito di Demetra: nella parte superiore Demetra che sale sul carro di Elio per partire alla ricerca della figlia Persefone rapita da Ade: si riconoscono inoltre le figure di Ermes, Era e Zeus e Poseidone e Selene al galoppo; nella parte mediana Afrodite e Eros con una Furia e i coribanti, sia a piedi che a cavallo, mentre nel registro inferiore Ermes psicopompo, Ecate e fanciulle. Sotto le anse, le due facce del vaso sono divise da raffigurazioni di palme e altri elementi vegetali. Il piede a campana è decorato con una gara a cavallo.